# Lacinipolia anguina
Lacinipolia anguina là một loài bướm đêm trong họ Noctuidae.